# Zámecký mlýn (Nejdek)
Zámecký mlýn v Nejdku u Lednice v okrese Břeclav je vodní mlýn, který stojí na rameni Dyje. Leží v krajinné památkové zóně Lednicko-valtický areál a na území památky s mezinárodním statusem. Je chráněn jako nemovitá kulturní památka České republiky; předmětem památkové ochrany je obytný dům s mlýnicí, strojovna a mlýnský náhon.

## Historie
Mlýn pocházející z 18. století vlastnil rod Lichtenštejnů do konce 2. světové války; k roku 1930 je uváděna majitelem mlýna a elektrárny Správa lichtenštejnského velkostatku. V 50. letech 20. století byla v přední budově knihovna a rozhlas. Zadní budovy se nevyužívaly a zasypán byl náhon, odtokový kanál a jezírko nad mlýnem. Od roku 1990 nový majitel mlýn rekostruoval a v roce 2010 dal náhon a odtokový kanál opět prokopat.

## Popis
Vodní dílo tvoří čtyři stavby: obytná budova, mlýnice, náhon a strojovna nad náhonem. Budova mlýna je typologicky shodná se zbořeným mlýnem v Dolních Věstonicích. Mlýn a mlýnice jsou štítově orientovány k rameni Dyje.
Budova mlýna se zvýšeným přízemím je postavená na obdélném půdorysu. Její vstupní průčelí je sedmiosé se šesti pravoúhlými okny opatřenými okenicemi. Portikus je kryt zvalbenou střechou s makovičkou ve vrcholu. Pod druhou okenní osou zleva je klenutý výstupek portálu, který chrání schodiště a vchod do sklepa. Obytná budova je jednotraktová, místnosti jsou klenuté křížovou klenbou s vytaženými hřebínky. Průběžná profilovaná korunní římsa nese sedlovou střechu s valbičkou. Na nároží je válcovitý arkýř na kónicky tvarované noze s mohutným volutovým patníkem.
Na budovu mlýna navazuje mlýnice, která má stejný půdorys a je krytá sedlovou střechou. Její průčelí je členěno mělkým rizalitem. Nad segmentově zaklenutým vratovým otvorem je umístěn zvon, krytý malou sedlovou střechou na dřevěné konstrukci. Jednotraktový prostor je překryt záklopovým stropem, podepřeným dřevěnými sloupy s tordovaným (krouceným) dříkem.
Strojovna je umístěna kolmo na náhon. Obdélná stavba je krytá rovnou střechou a přístupový prostor před ní pultovou střechou, kterou nese dřevěná konstrukce. Z náhonu se dochovaly po obou březích kamenné vyzdívky o síle přibližně 5 metrů.
Výroba elektrické energie se dochovala, vedle mlýna je v provozu malá vodní elektrárna. Voda na vodní kolo vedla náhonem přes stavidlo na turbínový domek a odtokovým kanálem se vracela zpět. V roce 1930 měl mlýn 2 Francisovy turbíny (spád 1,8 m výkon 146 HP), jejichž zbytky se nacházejí na dvoře mlýna.